# Kris Marshall
Christopher (Kris) Marshall, född 1 april 1973 i Bath, Somerset, är en engelsk skådespelare. Marshall fick sitt genombrott och är även mest känd som Nick Harper i sitcomen Jämna plågor, han har sedan gjort flera framstående filmroller.

## Biografi
Marshall växte upp i Malmesbury i Wiltshire samt i Hongkong och Kanada. Marshall har gått på Wells Cathedral School, men efter att blivit kuggad i sin studentexamen (A-levels) fortsatte han på Redroofs Theatre School. År 2008 bodde han i Windsor i Berkshire.

## Karriär
Marshall började inom skådespeleriet redan 1993 med Closing Numbers, samt i den brittiska TV-serien The Bill (1999), men det var först 2000 han fick sitt genombrott i komediserien Jämna plågor som Nick Harper. År 2003 lämnade han serien men gjorde några enstaka inhopp.

## Filmografi (urval)
- 2000–2005 – Jämna plågor (TV-serie) - Nick Harper (44 avsnitt)
- 2002 – Doktor Zjivago (TV-serie) - Pasha Antipov
- 2003 – Love Actually - Colin Frissell
- 2004 – Köpmannen i Venedig - Gratiano
- 2004 – My life in Film - Art
- 2005 – Funland Dudley (TV-serie) - Sutton (11 avsnitt)
- 2007 – Trångt i kistan - Troy
- 2008 – Heist - Dick Puddlecote
- 2014–2017 – Mord i paradiset (TV-serie) - Humphrey Goodman
- 2019–2023 – Sanditon (TV-serie) - Tom Parker